# روبرت بيل (أستاذ جامعي)
روبرت بيل هو جيولوجي كندي، ولد في 3 يونيو 1841 في تورونتو في كندا، وتوفي في 18 يونيو 1917 في بورتاج لابريري في كندا.